# 2023年奥克兰枪击案
2023年7月20日上午，在奥克兰中央商务区的一栋大楼内发生了一起大规模枪击事件，枪手是 24 岁的马图·坦吉·马图亚·里德 (Matu Tangi Matua Reid)。
此次事件中，他枪杀了两名同事，并且打伤了包括一名警察在内的其他7人（不包括间接伤害），随后自杀。

## 事件经过
2023年7月20日上午7时20分左右，马图·坦吉·马图亚·里德手持泵动式猎枪进入奥克兰中央商务区的皇后街一号大楼。这座21层建筑位于当地海湾商业购物中心附近，始营业于1973年。枪手曾经在该建筑工地上工作，调查显示此次枪击事件与他的工作经历存在直接关联。 
里德穿过大楼后开始射击，造成两名同事身亡，多人受伤。警方于上午7点34分抵达现场，4分钟后新西兰当地的武装犯罪小队也赶到。警察最终在大楼上层发现了里德，他把自己锁在电梯井内并且向警察开枪，击中一名警员。警方随即还击。 
最终，里德被发现在电梯井内开枪自杀身亡。 

## 枪手
里德有着负责的犯罪历史。2020年，他因一起袭击案而被判社区服刑。 2021年，在服刑期间，他犯下家庭暴力罪。由于累犯行为，他于2023年3月被以阻碍呼吸罪、故意伤害罪和“男性殴打女性”罪判处五个月的家庭拘禁。尽管被允许在拘留期间离家上班，但是他被剥夺了持枪权，并被要求全程佩戴脚踝监视器。这些措施一直持续到案发时。 

## 各方反应

### 应急响应
事发后，皇后街以及码头街交叉口周围的区域立即被封锁。
新西兰总理克里斯·希普金斯（Chris Hipkins）在新闻声明中表示:“不存在国家安全风险，新西兰的恐怖警报等级不会因此改变。”
奥克兰交通管理局在事发后迅速采取行动，将公共汽车从附近的Britomart站疏散。虽然渡轮服务没有立即停运，但当天晚些时候，管理局宣布将加强安保措施，对乘坐公共交通的乘客进行检查，尤其加强了渡轮的安保工作。
新西兰圣约翰救护车组织运营经理斯图尔特·考伯恩（Stuart Cockburn）于7月21日证实，急救人员已经治疗了10人，其中7人是受了枪伤，3人为间接伤害，一名警察受重伤。

### 事后调查和恢复工作
7月20日，新西兰警方宣布将对枪击案展开全面调查，调查重点包括枪手马图·里德获得枪支的途径，以及是否存在任何可能被护士的“危险信号”。鉴于里德在案发时正处于家庭拘留状态，新西兰惩教部同日也启动了对其家庭拘留管理的内部调查。
截至7月23日，警方已找到两名受害者的遗体。这两名遇难者被确认为萨拉曼·图特（Solomon Tootoo）和图普加·西皮利亚诺（Tupuga Sipiliano）。

### 国际足协女子世界杯
此次枪击事件恰好发生在2023年国际足协女子世界杯开幕式当天。这届世界杯由澳大利亚和新西兰联合主办。开幕式以及新西兰和挪威之间的比赛原定于2023年7月20日晚在伊甸公园举行。事件发生后，该场地加强了安保措施。
普希金（Hipkins）在讲话中承认：“很明显，随着国际足联世界杯的开幕，奥克兰受到了许多人关注”，他表示新西兰政府一直在与国际足联保持沟通，并确认世界杯将按计划进行。澳大利亚足球协会的一名代表也强调，枪击事件与本次女足世界杯无关。
枪击案发生挪威队下榻的M酒店外，挪威队队长玛伦·米耶尔德表示，虽然队员们被警用直升机吵醒，但他们“一直感到安全”。其他球员在封锁期间被安保保护在酒店一层内。挪威队发言人确认，球队的比赛准备工作没有受到影响。然而，住在附近酒店的意大利队因警方设置的警戒线而无法外出参加训练。同样位于奥克兰的其他国家队则未受到影响。
受事件影响，原定于7月20日在奥克兰中央商务区开幕的国际足联球迷节被取消。作为对枪击案受害者的悼念，本次女子世界杯每场比赛开始前都将默哀几分钟。